# Anik
Pour le traversier, voir Traverse Pointe-Fortune-Carillon.
Anik (de l'inuktitut ᐊᓂᒃ, « petit frère ») est le nom d'une série de satellites canadiens de communications intérieures à usage commercial.

## Programme
Les satellites sont lancés afin d'offrir aux canadiens, même en région éloignée, des services de téléphonie, de radio et de télévision. Ils succèdent aux anciennes séries Alouette et ISIS et sont mis en place par Télésat Canada.
Le premier volet du programme lors de sa création dans les années 1970 est de minimiser les coûts et frais d'exploitation des compagnies pétrolières installées dans le grand nord canadien. Le second volet est d'offrir des moyens de communication aux communautés présentes dans le grand nord.
Lors de son lancement, plusieurs craintes de perte d'identité culturelle chez les Autochtones du Canada se font sentir. Si on reproche au programme son risque de « noyer » les peuples autochtones dans une culture plus propre aux grandes villes telles que Toronto ou Montréal, les responsables voient davantage en Anik un moyen permettant aux différentes communautés de « participer pleinement à la propre détermination de leur identité culturelle » en facilitant notamment les échanges entre chaque communauté.

## Séries

### Anik A

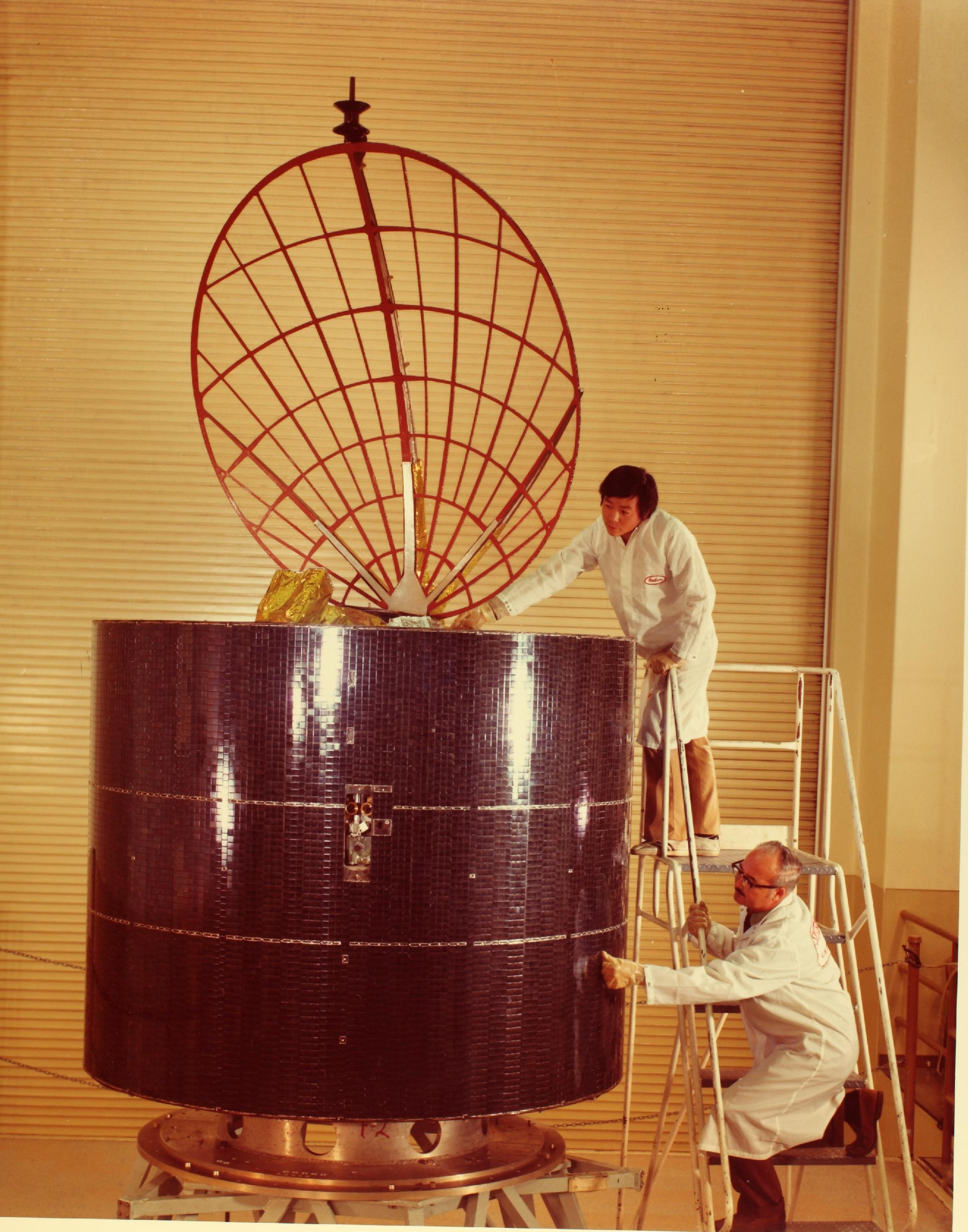
Inspection d'un satellite Anik A.

La série Anik A est la première génération de satellites Anik. Conçus et construits par l'entreprise Hughes Aircraft en Californie (États-Unis), la série A est devenue la première série de satellites domestiques nationaux. Il s'agit aussi du premier satellite non militaire à être placé en orbite géostationnaire.
Les trois satellites Anik A sont munis de 12 voies de communication (répéteur) sur une bande de 6-4 GHz. Les signaux sont transmis à environ une centaine de stations terrestres au Canada qui font la rediffusion locale.
|                         | Anik A1                       | Anik A2                    | Anik A3                 |
| Masse au lancement (kg) | 560                           | 560                        | 560                     |
| Lancement               | 10 novembre 1972 01:14:00 UTC | 19 avril 1973 23:47:00 UTC | 7 mai 1975 23:35:00 UTC |
| Lanceur                 | Delta                         | Delta                      | Delta                   |
| Fin de mission          | 15 juillet 1982               | 6 octobre 1982             | 21 novembre 1984        |
| Orbite géostationnaire  |                               |                            |                         |
| Index NSSDC             | 1972-090A                     | 1973-023A                  | 1975-038A               |

#### Anik A1

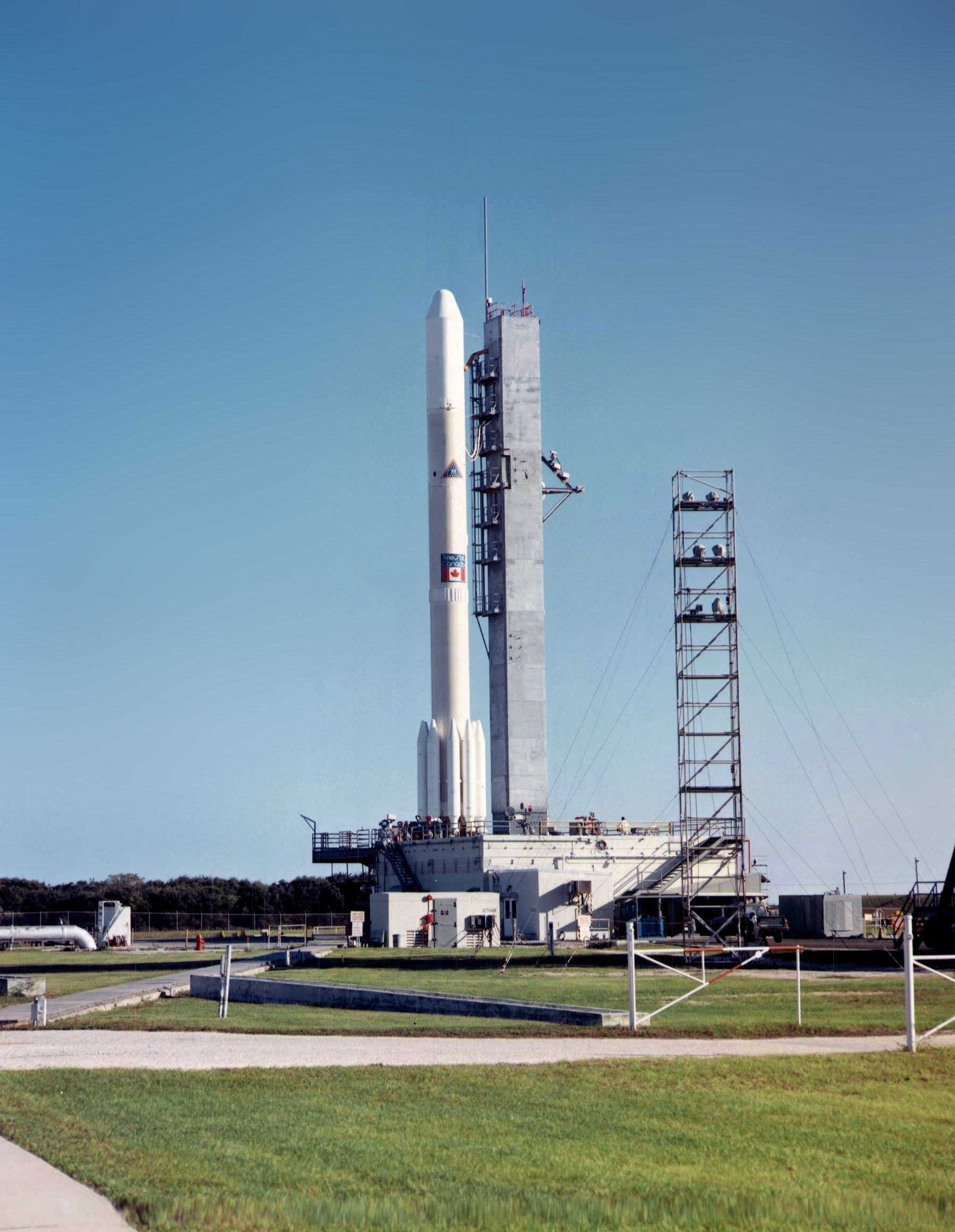
Fusée Delta 1914 avec Anik A1, Cape Canaveral, novembre 1972.

Lancé le 9 novembre 1972 à la base de lancement de Cap Canaveral (alors sous le nom de Cape Kennedy) en Floride (États-Unis), Anik A1 de Télésat Canada fait partie de la génération Hughes 333. D'une durée de vie estimée de 7 ans, Anik A1 restera en fonction près de 10 ans. Anik A1 viendra apporter pour plusieurs communautés du Nord du Canada leurs premières émissions télévisées en direct. Du fait qu'il s'agisse du satellite en orbite géostationnaire, il demeure stationnaire au-dessus d'un point du globe et la communication est possible en pointant une antenne parabolique dans la bonne direction.
Après le lancement, des régions éloignées canadiennes telles que les Territoires du Nord-Ouest ont développé des systèmes de rediffusion locale en installant notamment des antennes parabolique dans les villes. Six ans plus tard après sa mise en orbite, soit en 1978, la ville de Yellowknife verra d'ailleurs l'ouverture des premières installations de production télévisée.

### Anik B

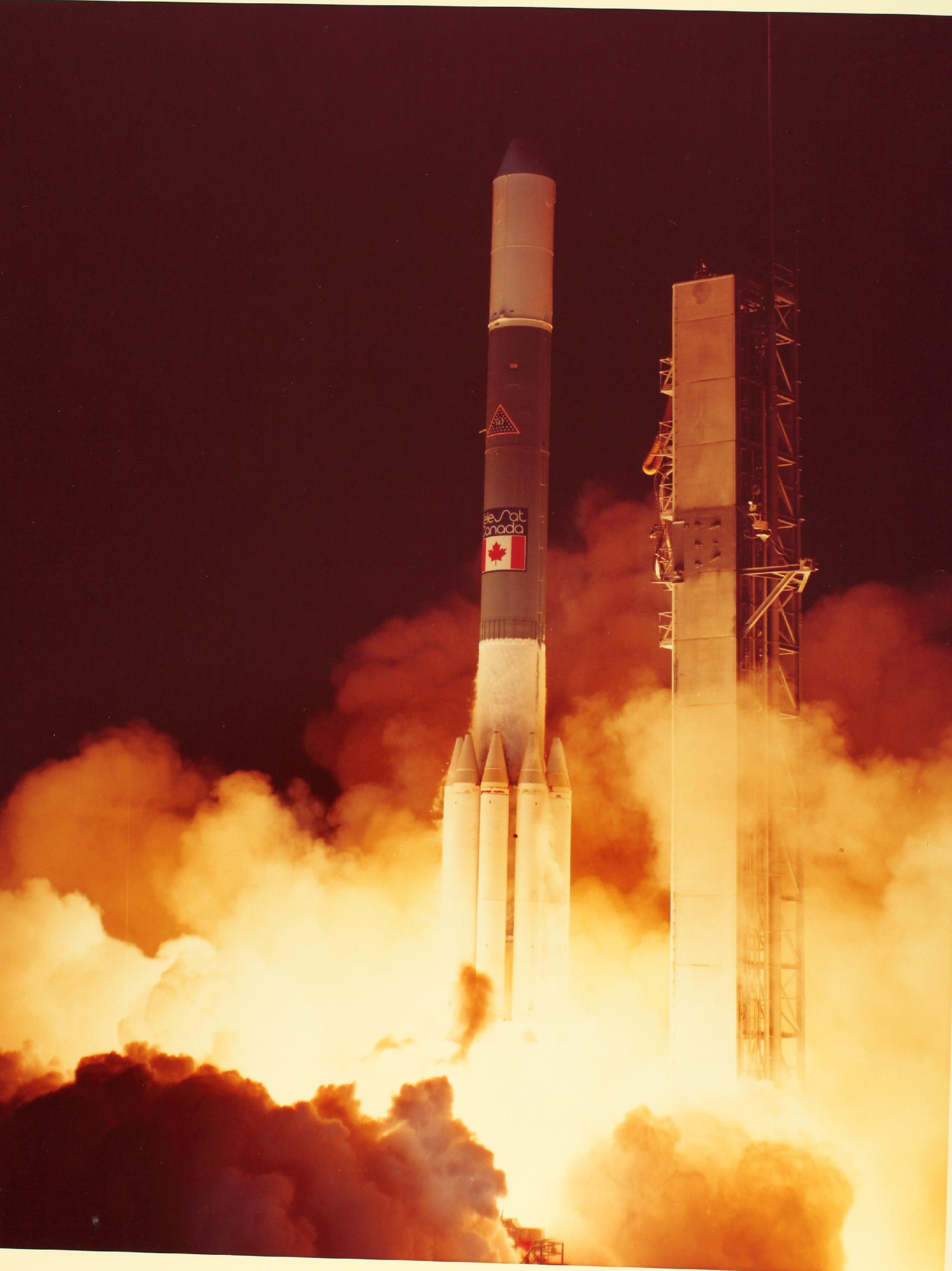
Fusée Delta 3914 avec Anik B1, Cape Canaveral, décembre 1978.

|                         | Anik B1                       |
| Masse au lancement (kg) | 920                           |
| Lancement               | 16 décembre 1978 00:21:00 UTC |
| Lanceur                 | Delta                         |
| Fin de mission          | 1er décembre 1986             |
| Orbite géostationnaire  |                               |
| Index NSSDC             | 1978-116A                     |

#### Anik B1
Anik B1 (ou Anik B[réf. souhaitée]) vient augmenter la puissance de répéteurs de 6-4 GHz à 14-12 GHz. Cette innovation est réalisée à la suite des expériences effectuées avec le satellite Hermès en 1976. Ces nouveaux répéteurs, en plus d'être miniaturisés, permettent aux récepteurs terrestres plus petits de capter le signal.
Il s'agit du premier satellite hybride (qui émet sur deux bandes de fréquences différentes) au monde puisqu'il conserve également des répéteurs 6-4 GHz. La bande 6-4 est réservée à des fins commerciales, alors que la bande 14-12 est louée a Ministère des communications du Canada. Les essais de ce dernier concluent qu'il est possible d'obtenir un signal en direct dans une région éloignée avec un antenne parabolique de petit diamètre (environ la taille d'un parapluie).
Des expériences de télé-enseignement sont réalisées au Québec et en Alberta. L'université Memorial de Saint-Jean continue ses expériences de télémédecine d'abord testées avec le satellite Hermès, cette fois jusqu'aux plates-formes de forage situées au large des côtes de l'île de Terre-Neuve.
Lors de sa mise hors service, le trafic commercial d'Anik B1 est transféré sur Anik D2, lancé deux ans auparavant et en attente. Lors du transfert, 84 stations terrestres doivent réorienter leur antenne vers Anik D2. Le même transfert est réalisé vers Anik C3 pour le seul canal réservé aux émissions francophones.

### Anik C

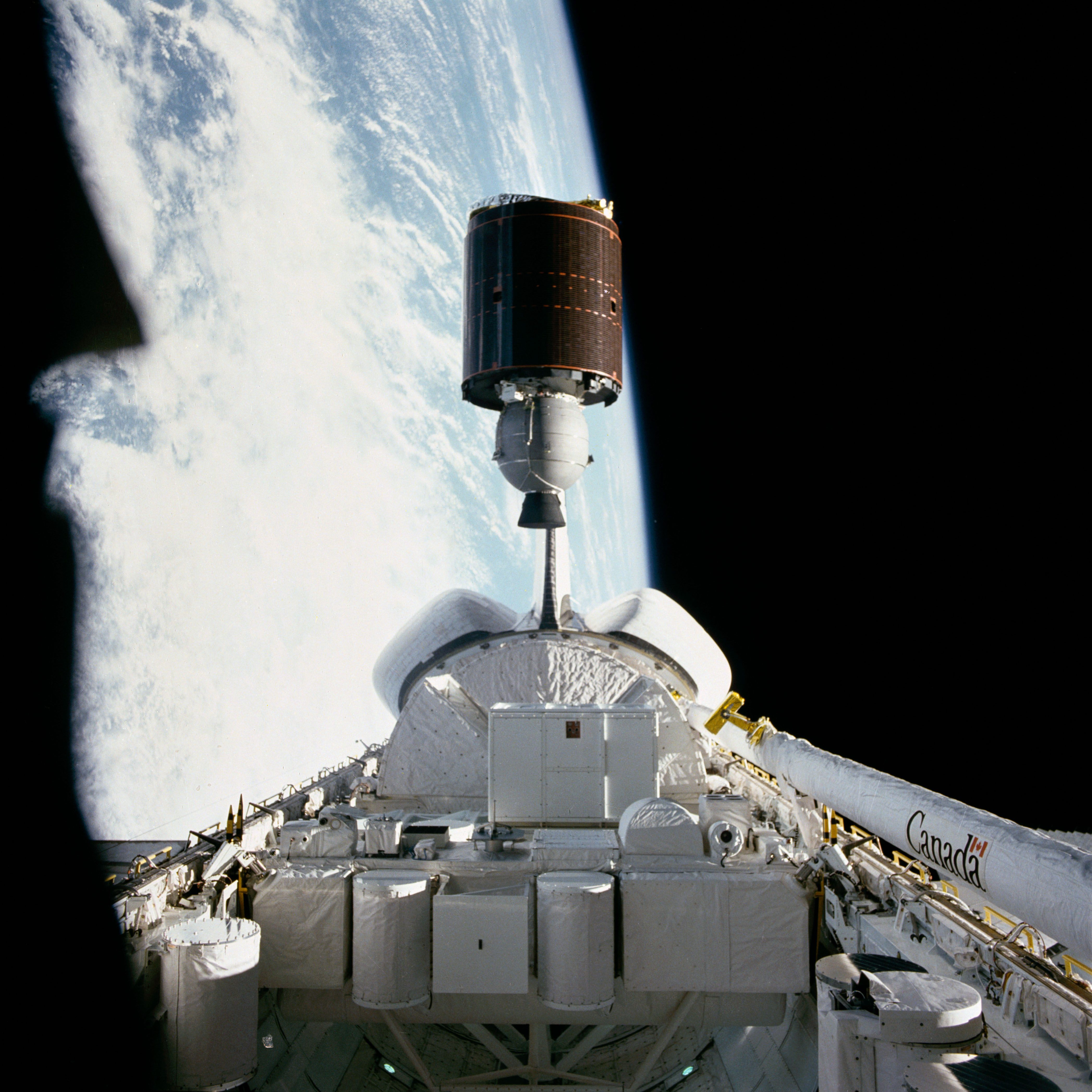
Le déploiement dAnik C2
durant STS-7 le 18 juin 1983

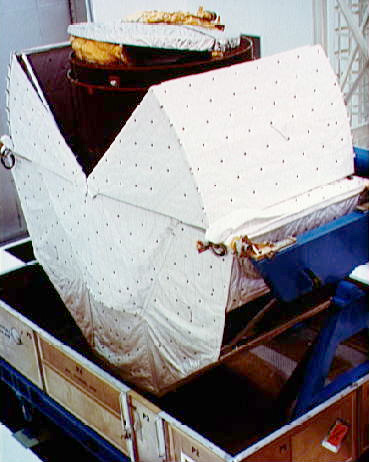
Anik C3 au Centre spatial Kennedy le 8 octobre 1982

La série Anik C est composée de trois satellites lancés entre novembre 1982 et novembre 1985. Chaque satellite de cette série est muni de 16 voies de communication sur une bande 16-14 GHz puisque les anciennes expériences ont su démontrer l'efficacité de cette technologie. Comme cette technologie permet aux plus petites antennes de recevoir le signal, on lance alors « le premier système commercial de télédiffusion directe par satellites au monde » lors de la mise en œuvre de la série Anik C.
|                         | Anik C1                             | Anik C2                           | Anik C3                         |
| Masse au lancement (kg) | 1 160                               | 1 160                             | 1 160                           |
| Lancement               | 13 avril 1985 13:59:05 UTC          | 18 juin 1983 21:01:00 UTC         | 11 novembre 1982 20:24:00 UTC   |
| Lanceur                 | Navette spatiale Discovery STS-51-D | Navette spatiale Challenger STS-7 | Navette spatiale Columbia STS-5 |
| Fin de mission          | 5 mai 2003                          | 7 janvier 1998                    | 18 juin 1997                    |
| Orbite géostationnaire  |                                     |                                   |                                 |
| Index NSSDC             | 1985-028B                           | 1983-059B                         | 1982-110C                       |

#### Anik C2
Anik C2 est le « premier satellite canadien consacré aux services commerciaux de liaison directe ».

### Anik D
La série Anik D, lancée dans les mêmes années que la série Anik C est plutôt équipée de voies de communication sur une bande de 6-4 GHz. Cette série est donc destinée à transmettre le signal aux stations terrestres permanents et non directement aux utilisateurs.
Leurs principales fonctions sont :
- Retransmettre en direct des évènements spéciaux;
- Permettre une réalisation centralisée des bulletins de nouvelles à l'échelle nationale;
- Retransmettre lesdits bulletins à chaque heure et dans toutes les régions;
- Retransmettre des émissions et reportages locaux ou régionaux aux autres régions.

La retransmission des émissions et reportages locaux et régionaux se fait grâce à un système[Lequel ?] de stations terrestres mobiles qui a été mis au point par le Ministère des communications du Canada. Ce système permet aux journalistes d'émettre en moins de 20 minutes après leur arrivée sur les lieux.
Les satellites assurent également la télédiffusion des émissions de la société Cancom (aujourd'hui Services de Radiodiffusion Shaw (en)) qui est alors spécialisée dans les services offerts aux Canadiens vivant en région éloignée. Les émissions de Cancom sont alors destinées à des entreprises privées ou communautaires de télédistribution et de rediffusion ainsi que quelques individus.
|                         | Anik D1                   | Anik D2                             |
| Masse au lancement (kg) | 1 240                     | 1 240                               |
| Lancement               | 26 août 1982 23:10:00 UTC | 9 novembre 1984 21:05:00 UTC        |
| Lanceur                 | Delta                     | Navette spatiale Discovery STS-51-A |
| Fin de mission          | 16 décembre 1991          | 31 janvier 1995                     |
| Orbite géostationnaire  |                           |                                     |
| Index NSSDC             | 1982-082A                 | 1984-113B                           |

#### Anik D2
Initialement prévu pour assurer le service de télédiffusion jusqu'en 1990, Anik D2 restera en service jusqu'en 1995.

### Anik E
|                         | Anik E1                        | Anik E2                   |
| Masse au lancement (kg) | 2 930                          | 2 930                     |
| Lancement               | 26 septembre 1991 23:43:00 UTC | 4 avril 1991 23:33:00 UTC |
| Lanceur                 | Ariane 4                       | Ariane 4                  |
| Fin de mission          | 18 janvier 2005                | 23 novembre 2005          |
| Orbite géostationnaire  |                                |                           |
| Index NSSDC             | 1991-067A                      | 1991-026A                 |

### Anik F
|                         | Anik F1                       | Anik F2                   | Anik F1R                      | Anik F3                   |
| Masse au lancement (kg) | 4 700                         | 5 950                     | 4 100                         | 4 639                     |
| Lancement               | 21 novembre 2000 23:56:00 UTC | 18 juillet 2004 00:44 UTC | 9 septembre 2005 21:53:00 UTC | 9 avril 2007 22:54:00 UTC |
| Lanceur                 | Ariane 4                      | Ariane 5 G+               | Proton, Briz M                | Proton, Briz M            |
| Fin de mission          |                               |                           |                               |                           |
| Orbite géostationnaire  | 107,3 °W                      | 111,1 °W                  | 107,3 °W                      | 118,7 °W                  |
| Index NSSDC             | 2000-076A                     | 2004-027A                 | 2005-036A                     | 2007-009A                 |

#### Anik F1
Anik F1 débute la sixième génération de satellites de Télésat. C'est en mars 1998 que Télésat commande une plate-forme Boeing 702 (en) de Boeing Satellite Systems (en). Anik F1 est lancé sur une fusée Ariane 4 le 21 novembre 2000. Il est équipé de 84 transpondeurs actifs, 36 dans la bande C et 48 dans la bande Ku. Il entre en service le 19 février 2001
Le coût total de fabrication et de lancement d'Anik F1 est estimé à environ 400 M$. À son lancement, on le qualifie du plus puissant satellite commercial jamais lancé,. Il s'agit du premier satellite à couvrir l'ensemble de l'Amérique en télécommunications, services internet et télédiffusion. Star Choice migre la majorité de son signal anglophone sur Anik F1.
En septembre 2001, Boeing Satellite Systems avise ses clients qu'un défaut des panneaux solaires vient réduire la capacité du satellite à long terme. La formation de buée sur les miroirs concentrateurs sur les panneaux solaires conduit à une diminution de la puissance disponible. En 2011, le satellite dessert uniquement l'Amérique du Sud avec 12 transpondeurs dans la bande C et 16 dans la bande Ku.

#### Anik F2
Anik F2 fut après son lancement le plus gros satellite de communication du monde. Il est canadien et a été lancé dans la nuit du 17 au 18 juillet 2004 par le lanceur Ariane 5 G+.
Il s'agit d'une plate-forme Boeing 702 (en) appartenant à Télésat Canada qui assurera la première commercialisation d’un accès Internet haut débit aller-retour sur la bande Ka destiné principalement aux zones rurales d'Amérique du Nord. Il est équipé de 94 transpondeurs actifs.
80 M$ ont été investis par l'Agence spatiale canadienne dans ce projet sur un budget total d'environ 360 millions.
Le 6 octobre 2011, à la suite d'une mise à jour du logiciel, le satellite est tombé en panne à 6 h 36 causant des pannes de téléavertisseurs, de téléphonie, d'internet et de télévision. Dans le Grand Nord, 48 vols ont été annulés en raison de la panne,. Les services sont rétablis le lendemain matin.

#### Anik F1R
Anik F1R est lancé le 9 septembre 2005 pour remplacer Anik F1 qui présente un défaut des panneaux solaires. Il est prévu pour une durée de vie de 15 ans. En 2023, alors en fin de vie mais toujours opérationnel et maintenu à poste (pas encore déplacé sur une orbite de rebut), il est piraté par Karl Koscher et son équipe pour prouver la vulnérabilité des satellites abandonnés.

### Anik G
La série Anik G a été annoncée pour la seconde moitié de l'an 2012 puis reportée pour début 2013. Anik G1, est situé à une orbite géostationnaire de 107,3 °W. Le lancement officiel a été fait le 16 avril 2013 et la mise en service en mai. Le satellite a été fabriqué par la compagnie Loral Space and Communications de New York et a une masse de 4 905 kg,.